# Blattella inexpectata
Blattella inexpectata är en kackerlacksart som beskrevs av Roth, L. M. 1985. Blattella inexpectata ingår i släktet Blattella och familjen småkackerlackor.
Artens utbredningsområde är Laos. Inga underarter finns listade.